# Mathis (Texas)
Mathis és una població dels Estats Units a l'estat de Texas. Segons el cens del 2000 tenia 5.034 habitants.

## Demografia
Segons el cens del 2000, Mathis tenia 5.034 habitants, 1.502 habitatges, i 1.203 famílies. La densitat de població era de 976,7 habitants/km².
Dels 1.502 habitatges en un 43,7% hi vivien nens de menys de 18 anys, en un 52,6% hi vivien parelles casades, en un 21,5% dones solteres, i en un 19,9% no eren unitats familiars. En el 17,8% dels habitatges hi vivien persones soles el 9,8% de les quals corresponia a persones de 65 anys o més que vivien soles. El nombre mitjà de persones vivint en cada habitatge era de 3,31 i el nombre mitjà de persones que vivien en cada família era de 3,77.
Per edats la població es repartia de la següent manera: un 34,7% tenia menys de 18 anys, un 9,6% entre 18 i 24, un 25,8% entre 25 i 44, un 17,4% de 45 a 60 i un 12,5% 65 anys o més.
L'edat mediana era de 30 anys. Per cada 100 dones de 18 o més anys hi havia 91,6 homes.
La renda mediana per habitatge era de 20.015 $ i la renda mediana per família de 23.793 $. Els homes tenien una renda mediana de 25.945 $ mentre que les dones 18.458 $. La renda per capita de la població era de 8.516 $. Aproximadament el 31,4% de les famílies i el 38,2% de la població estaven per davall del llindar de pobresa.

## Poblacions més properes
El següent diagrama mostra les poblacions més properes.